# 小口村 (愛知県)
小口村（おぐちむら）は、愛知県丹羽郡にかつてあった村。
大口町北部に該当する。

## 歴史
- 1878年（明治11年） - 小口村と清右衛門新田が合併し、小口村となる。
- 1889年（明治22年）10月1日 - 小口村と余野村が合併し、小口村が発足。
- 1895年（明治28年）8月19日 - 小口村の一部（余野）が分割され、柏森村に編入される。
- 1906年（明治39年）10月1日 - 太田村、富成村、柏森村の一部（余野）と合併し大口村発足。同日小口村は廃止。